# Игра в решение
Игра в решение — это упражнение, в котором инструктор представляет ученикам сценарий, в котором просит их взять на себя роль персонажа, а затем просит их решить проблемы, представив себя этим персонажем.
Если сценарий полностью основан на достоверном историческом повествовании, игра в решения является инструментом, способствующим принятию реальных решений. Однако, если какой-либо из элементов в сценарии вымышлен, то принятый подход является имитационной игрой в решения.

## История
До конца двадцатого века большинство игр с решениями разрешали проблемы, связанные, как правило, с военной тактикой. При этом, исключения из этого общего правила были случайными.
Несмотря на то, что постановщики игр в решения в таких дисциплинах, как управление бизнесом или государственная политика, иногда имитируют отдельные сюжетные сценарные элементы игры (превращая их, таким образом, в имитационные игры для принятия решений), в большинстве своем эти случаи неизменно описываются как «тематические исследования» (англ. Case study). По этой причине исторически, игры в принятие решения до недавнего времени было очень трудно отличить от игр в принятие тактических решений.
С 1990-х годов появились игры, в которых делается акцент на решения, не связанных с военной тактикой. Некоторые из этих учений имеют дело с ситуациями, с которыми сталкиваются полицейские, пожарные и лица, оказывающие первую помощь, которые имеют много общего с тактическими военными проблемами, поэтому их называют «играми в тактические решения». В других случаях проблемы настолько отличаются от тех, с которыми сталкиваются военные, что использование термина «игры с тактическим решением» может вводить в заблуждение.

## Элементы решения игры
Игра в принятие решения имеет два обязательных элемента:
- Презентация задачи участникам.
- Обсуждение решений.

Однако, в большинстве случаев инструктор добавляет третий элемент, который представляет собой «окончательное» решение проблемы. Если игра в решение является имитационной, это будет его собственным решением проблемы. Если игра в решение является реальной, требующая принятия реального решения, то будет решение, принятое главным участниками игры, с немедленно последующими результатами этого решения.

## Типы с решением игры
Таксономия игр принятия решений основана на двух принципах. Первый из них, является ли игра исторической (реальной). Второй принцип, является ли игра имитационной (воображаемой). Таким образом, игра с принятием решения может быть реальной или имитационной, но она не может быть обеими одновременно. Второй принцип — это предметная область, к которой относится проблема, лежащая в основе игры.
Не существует никакого внутреннего ограничения по количеству направлений, для которых могут быть созданы игры в принятии решений. Кроме того, конкретная игра в решение может иметь дело с проблемой, которая относится к более чем одному направлению. Так, например, игра в решения, предназначенная для полицейских, может иметь дело с этикой, тактикой, ситуативными событиями, культурой и т.д.
Распространенные типы игр с принятием решений классифицируются на:
- деловые
- этические
- лидерские
- логистические
- оперативные
- стратегические
- тактические